# Jeroni Pau
Jeroni Pau (Barcelona, hacia 1458 - ídem, 1497) fue un destacado humanista de la Corona de Aragón.
Jeroni era hijo de Jaume Pau, consejero de los reyes Alfonso el Magnánimo y Juan II de Aragón, y nieto de Pere Pau, médico de la mujer de Alfonso IV. Estudió derecho civil y derecho canónico en varias universidades italianas (posiblemente en Bolonia, Perugia, Florencia y Siena, y está documentada su estancia en la Universidad de Pisa el curso 1475-1476). Jeroni fue canónigo de Barcelona y también de Vich. 
Estuvo al servicio del cardenal Rodrigo de Borja, posterior papa Alejandro VI, como jurista (1475-1492). En Roma, su opinión era consultada cuando se trataban temas históricos, lingüísticos o jurídicos. En 1492, enfermo, volvió a Barcelona, donde murió en 1497.
Poeta, erudito y autor de epístolas retóricas en latín, también cultivó la poesía y el género epistolar. Colaboró con importantes intelectuales italianos y catalanes. Junto a Bernat Fenollar escribió Regla d'esquivar vocables e mots grossers i pagesívols.